# Final da Liga dos Campeões da UEFA de 2026–27
A Final da Liga dos Campeões da UEFA de 2026-27 será a partida final da Liga dos Campeões da UEFA de 2026–27, a 72ª temporada do principal torneio de futebol de clubes da Europa organizado pela UEFA, e a 35ª temporada desde que foi renomeado de Taça dos Clubes Campeões Europeus para Liga dos Campeões da UEFA. Será disputado em 5 de junho de 2027.
Os vencedores ganharão o direito de jogar contra os vencedores da UEFA Europa League de 2026–27 na Supercopa da UEFA de 2027, competir na final daCopa Intercontinental da FIFA de 2027 e se classificar para a Copa do Mundo de Clubes da FIFA de 2029. Os vencedores também se classificarão para entrar na fase de liga da UEFA Champions League de 2027–28, a menos que já tenham se classificado para a Champions League por meio de seu desempenho na liga (nesse caso, a lista de acesso será rebalanceada).

## Seleção da sede
Em 17 de maio de 2023, a UEFA abriu o processo de licitação para a final, que foi realizada paralelamente à final de 2027. Os licitantes interessados poderiam licitar para uma ou ambas as finais. Os locais propostos tinham que incluir grama natural e ser classificados como um estádio de categoria quatro da UEFA , com capacidade bruta de pelo menos 70.000 preferencialmente. O cronograma de licitação foi o seguinte:
- 17 de maio de 2023: inscrições formalmente convidadas
- 17 de julho de 2023: Data limite para registro de intenção de licitação
- 26 de julho de 2023: Requisitos de licitação disponibilizados aos licitantes
- 15 de novembro de 2023: Apresentação do dossiê preliminar de licitação
- 21 de fevereiro de 2024: Apresentação do dossiê final da proposta
- 22 de maio de 2024: Nomeação do anfitrião

O Comité Executivo da UEFA suspendeu a decisão sobre a nomeação do anfitrião durante a sua reunião em Dublin, República da Irlanda, a 22 de maio de 2024. Este atraso permitiu à Federação Italiana de Futebol apresentar informações adicionais sobre os planos de remodelação do San Siro em Milão. Na reunião subsequente do Comité Executivo em Praga, República Checa, a 24 de setembro de 2024, o San Siro não foi selecionado para a final. Esta decisão foi tomada porque o município de Milão não conseguiu garantir que as obras de remodelação não afetariam o estádio e os seus arredores durante a final. Consequentemente, o processo de licitação foi reaberto. A 23 de outubro de 2024, a UEFA revelou que duas associações-membro declararam interesse em acolher a partida final.
| Pais       | Estaádio                        | Cidade | Capacidade | Notas                                                   |
| ---------- | ------------------------------- | ------ | ---------- | ------------------------------------------------------- |
| Azerbaijão | Estádio Olímpico de Bacu        | Baku   | 68,700     | Sediou a Final da Liga Europa da UEFA de 2018–19        |
| Espanha    | Estádio Metropolitano de Madrid | Madrid | 67,000     | Sediou a Final da Liga dos Campeões da UEFA de 2018–19. |

A decisão final está prevista para 19 de março de 2025.

## Partida

### Detalhes
A final foi disputada em 5 de junho de 2027. A equipe "mandante" (por fins administrativos) foi determinada por um sorteio adicional após os sorteios das quartas de final e semi-final.
| 5 de junho de 2027 |  | – |  |  |
| 21:00              |  |   |  |  |

|  | Regras de jogo - 90 minutos - 30 minutos de Prorrogação se necessário - Disputa de pênaltis se o placar ainda estiver empatado - Máximo de doze jogadores no banco de reservas - Máximo de cinco substituições, sendo permitida uma sexta na prorrogação - Máximo de três oportunidades de substituição, sendo permitida uma quarta na prorrogação |

## Links externos
- Site oficial